# Mistrzostwa Polski Seniorów w Lekkoatletyce 2019
95. Mistrzostwa Polski Seniorów w Lekkoatletyce – zawody lekkoatletyczne, które odbyły się w dniach 23–25 sierpnia 2019 na Stadionie Lekkoatletyczno-Piłkarskim im. Marszałka Józefa Piłsudskiego w Radomiu. Ich organizatora, Zarząd Polskiego Związku Lekkiej Atletyki wybrał we wrześniu 2018 r..

## Rezultaty
| NR – rekord Polski \| CR – rekord mistrzostw Polski \| NUR – rekord Polski młodzieżowców (do lat 23) \|SB – najlepszy wynik w sezonie |
| NL – najlepszy tegoroczny wynik na polskich listach \| PB – rekord życiowy                                                            |

### Mężczyźni
| Konkurencja:                  | 1. miejsce                                                                          | Rezultat | 2. miejsce                                                                    | Rezultat | 3. miejsce                                                                        | Rezultat |
| Bieg na 100 m                 | Dominik Kopeć KS Agros Zamość                                                       | 10,31    | Przemysław Słowikowski AZS-AWF Katowice                                       | 10,39    | Adrian Brzeziński MKL Toruń Eryk Hampel OŚ AZS Poznań                             | 10,48    |
| Bieg na 200 m                 | Dominik Kopeć KS Agros Zamość                                                       | 20,88    | Adrian Brzeziński MKL Toruń                                                   | 21,10    | Przemysław Słowikowski AZS-AWF Katowice                                           | 21,11    |
| Bieg na 400 m                 | Wiktor Suwara AZS-AWF Warszawa                                                      | 46,35    | Karol Zalewski AZS-AWF Katowice                                               | 46,49    | Rafał Omelko KS AZS AWF Wrocław                                                   | 46,59    |
| Bieg na 800 m                 | Mateusz Borkowski RKS Łódź                                                          | 1:55,19  | Michał Rozmys UKS Barnim Goleniów                                             | 1:55,61  | Patryk Sieradzki CWZS Zawisza Bydgoszcz SL                                        | 1:56,00  |
| Bieg na 1500 m                | Marcin Lewandowski CWZS Zawisza Bydgoszcz SL                                        | 3:57,60  | Mateusz Borkowski RKS Łódź                                                    | 3:58,01  | Adam Włodarczyk AZS Łódź                                                          | 3:59,59  |
| Bieg na 3000 m z przeszkodami | Krystian Zalewski UKS Barnim Goleniów                                               | 8:28,99  | Mateusz Kaczor RLTL ZTE Radom                                                 | 8:54,71  | Szymon Topolnicki AZS-AWF Katowice                                                | 9:04,98  |
| Bieg na 110 m przez płotki    | Damian Czykier KS Podlasie Białystok                                                | 13,37    | Artur Noga SKLA Sopot                                                         | 13,66    | Dawid Żebrowski RLTL ZTE Radom                                                    | 13,79    |
| Bieg na 400 m przez płotki    | Patryk Dobek MKL Szczecin                                                           | 50,34    | Robert Bryliński OŚ AZS Poznań                                                | 51,15    | Bartosz Dudek MKS Juvenia Białystok                                               | 51,98    |
| Sztafeta 4 × 100 m            | AZS-AWF Katowice Adam Burda Karol Kwiatkowski Przemysław Słowikowski Karol Zalewski | 40,33    | OS AZS Poznań Artur Zaczek Krzysztof Grześkowiak Jakub Gałandziej Eryk Hampel | 40,40    | KS Agros Zamość Patryk Krupa Przemysław Adamski Michał Jakóbczyk Dominik Kopeć    | 40,57    |
| Sztafeta 4 × 400 m            | WKS Śląsk Wrocław Tymoteusz Zimny Radosław Maciąg Jakub Krzewina Łukasz Krawczuk    | 3:09,06  | AZS UMCS Lublin Cezary Mirosław Jakub Hołub Michał Kitliński Andrzej Jaros    | 3:11,45  | AZS-AWF Warszawa Dariusz Kowaluk Szymon Dziuba Gabriel Mikołajewski Wiktor Suwara | 3:13,56  |
| Chód na 10 000 m              | Dawid Tomala AZS KU Politechnika Opolskiej Opole                                    | 42:20,50 | Rafał Sikora AZS-AWF Katowice                                                 | 42:22,45 | Rafał Fedaczyński AZS UMCS Lublin                                                 | 42:23,99 |
| Skok wzwyż                    | Sylwester Bednarek RKS Łódź                                                         | 2,16     | Norbert Kobielski MKS Inowrocław                                              | 2,16     | Bartłomiej Bedeniczuk KS AZS-AWF Biała Podlaska                                   | 2,12     |
| Skok o tyczce                 | Paweł Wojciechowski CWZS Zawisza Bydgoszcz SL                                       | 5,71     | Robert Sobera KS AZS AWF Wrocław                                              | 5,71     | Damian Tomalik AZS-AWF Warszawa                                                   | 4,80     |
| Skok w dal                    | Tomasz Jaszczuk AZS-AWF Katowice                                                    | 8,10     | Mateusz Jopek KS AZS AWF Wrocław                                              | 7,85     | Mateusz Różański KU AZS PWSZ w Tarnowie                                           | 7,70     |
| Trójskok                      | Adrian Świderski WKS Śląsk Wrocław                                                  | 16,18    | Karol Hoffmann MKS Aleksandrów Łódzki                                         | 16,02    | Krzysztof Uwijała MKS Sambor Tczew                                                | 15,84    |
| Pchnięcie kulą                | Konrad Bukowiecki KS AZS UWM Olsztyn                                                | 21,83    | Michał Haratyk KS Sprint Bielsko-Biała                                        | 21,45    | Jakub Szyszkowski AZS-AWF Katowice                                                | 20,02    |
| Rzut dyskiem                  | Bartłomiej Stój AZS KU Politechniki Opolskiej Opole                                 | 64,33    | Piotr Małachowski WKS Śląsk Wrocław                                           | 63,17    | Robert Urbanek MKS Aleksandrów Łódzki                                             | 61,98    |
| Rzut młotem                   | Paweł Fajdek KS Agros Zamość                                                        | 78,61    | Wojciech Nowicki KS Podlasie Białystok                                        | 74,75    | Arkadiusz Rogowski KS Agros Zamość                                                | 68,50    |
| Rzut oszczepem                | Marcin Krukowski KS Warszawianka W-wa                                               | 78,70    | Mateusz Kwaśniewski ULKS Uczniak Szprotawa                                    | 77,16    | Hubert Chmielak AZS-AWFiS Gdańsk                                                  | 76,41    |

### Kobiety
| Konkurencja:                  | 1. miejsce                                                                                       | Rezultat | 2. miejsce                                                                                | Rezultat | 3. miejsce                                                                       | Rezultat |
| Bieg na 100 m                 | Ewa Swoboda AZS-AWF Katowice                                                                     | 11,21    | Marika Popowicz-Drapała CWZS Zawisza Bydgoszcz SL                                         | 11,50 -  | Kamila Ciba OŚ AZS Poznań                                                        | 11,56    |
| Bieg na 200 m                 | Marlena Gola KS Podlasie Białystok                                                               | 23,50    | Kamila Ciba OŚ AZS Poznań                                                                 | 23,60    | Alicja Wrona AZS UMCS Lublin                                                     | 23,73    |
| Bieg na 400 m                 | Iga Baumgart-Witan BKS Bydgoszcz                                                                 | 51,48    | Anna Kiełbasińska SKLA Sopot                                                              | 51,51    | Justyna Święty-Ersetic AZS-AWF Katowice                                          | 51,63    |
| Bieg na 800 m                 | Anna Sabat CWKS Resovia Rzeszów                                                                  | 2:02,94  | Joanna Jóźwik AZS-AWF Katowice                                                            | 2:03,46  | Martyna Galant OŚ AZS Poznań                                                     | 2:04,29  |
| Bieg na 1500 m                | Sofia Ennaoui AZS UMCS Lublin                                                                    | 4:13,07  | Martyna Galant OŚ AZS Poznań                                                              | 4:14,72  | Katarzyna Broniatowska KS AZS AWF Kraków                                         | 4:17,61  |
| Bieg na 3000 m z przeszkodami | Mariola Ślusarczyk UKS Barnim Goleniów                                                           | 10:10,60 | Alicja Konieczek OŚ AZS Poznań                                                            | 10:11,37 | Patrycja Kapała AZS-AWF Katowice                                                 | 10:27,23 |
| Bieg na 100 m przez płotki    | Karolina Kołeczek AZS UMCS Lublin                                                                | 12,82    | Klaudia Siciarz KS AZS AWF Kraków                                                         | 12,85    | Anna Szymańska OKS Skra Warszawa                                                 | 13,43 =  |
| Bieg na 400 m przez płotki    | Joanna Linkiewicz KS AZS AWF Wrocław                                                             | 55,55    | Emilia Ankiewicz AZS-AWF Warszawa                                                         | 57,34    | Natalia Wosztyl RLTL ZTE Radom                                                   | 57,78    |
| Sztafeta 4 × 100 m            | CWZS Zawisza Bydgoszcz Adrianna Sułek Katarzyna Sokólska Natasza Weiland Marika Popowicz-Drapała | 44,94    | KS AZS AWF Wrocław Jagoda Mierzyńska Ewa Ochocka Agata Forkasiewicz Joanna Linkiewicz     | 45,69    | RLTL ZTE Radom Martyna Osińska Natalia Wosztyl Izabela Smolińska Martyna Kotwiła | 45,71    |
| Sztafeta 4 × 400 m            | AZS-AWF Katowice Karolina Łozowska Adrianna Janowicz Diana Gajda Joanna Jóźwik                   | 3:34,68  | AZS-AWF Warszawa Natalia Bartosiewicz Weronika Wyka Emilia Ankiewicz Dominika Muraszewska | 3:36,55  | AZS-AWFiS Gdańsk Olga Pietrzak Dominika Morek Agata Kołakowska Anna Dobek        | 3:37,82  |
| Chód na 5000 m                | Katarzyna Zdziebło LKS Stał Mielec                                                               | 22:23,64 | Małgorzata Cetnarska KKS Victoria Stalowa Wola                                            | 24:52,65 | Antonina Lorek KS AZS AWF Kraków                                                 | 25:41,39 |
| Skok wzwyż                    | Kamila Lićwinko KS Podlasie Białystok                                                            | 1,90     | Paulina Borys SKLA Sopot                                                                  | 1,86     | Aneta Rydz RLTL ZTE Radom                                                        | 1,83     |
| Skok o tyczce                 | Kamila Przybyła CWZS Zawisza Bydgoszcz SL                                                        | 4,25     | Victoria Kalitta CWZS Zawisza Bydgoszcz SL Agnieszka Kaszuba KL Gdynia                    | 3,80     |                                                                                  |          |
| Skok w dal                    | Joanna Kuryło KS AZS AWF Wrocław                                                                 | 6,29     | Magdalena Żebrowska KS Podlasie Białystok                                                 | 6,23     | Karolina Młodawska KKL Kielce                                                    | 6,14 =   |
| Trójskok                      | Adrianna Szóstak OŚ AZS Poznań                                                                   | 13,30    | Gaja Wota WKS Wawel Kraków                                                                | 12,97    | Weronika Strączek KS AZS AWF Wrocław                                             | 12,68    |
| Pchnięcie kulą                | Paulina Guba AZS UMCS Lublin                                                                     | 18,57    | Klaudia Kardasz KS Podlasie Białystok                                                     | 18,15    | Maja Ślepowrońska AZS-AWF Warszawa                                               | 16,19    |
| Rzut dyskiem                  | Daria Zabawska AZS UMCS Lublin                                                                   | 59,71    | Lidia Augustyniak MKL Toruń                                                               | 54,61    | Karolina Urban AZS-AWFiS Gdańsk                                                  | 53,89    |
| Rzut młotem                   | Malwina Kopron AZS UMCS Lublin                                                                   | 73,95    | Joanna Fiodorow OŚ AZS Poznań                                                             | 72,76    | Katarzyna Furmanek KKL Kielce                                                    | 67,48    |
| Rzut oszczepem                | Maria Andrejczyk LUKS Hańcza Suwałki                                                             | 59,00    | Karolina Bołdysz AZS-AWFiS Gdańsk                                                         | 53,22    | Aleksandra Ostrowska AZS-AWFiS Gdańsk                                            | 52,02    |

## Biegi przełajowe
91. mistrzostwa Polski w biegach przełajowych zostały rozegrane 23 marca w Olszynie.

### Mężczyźni
| Konkurencja:            | 1. miejsce                                | Rezultat | 2. miejsce                                   | Rezultat | 3. miejsce                                    | Rezultat |
| Bieg przełajowy (4 km)  | Arkadiusz Gardzielewski WKS Śląsk Wrocław | 12:15    | Patryk Błaszczyk LKS Jantar Ustka            | 12:45    | Patryk Marszałek CWKS Resovia Rzeszów         | 12:51    |
| Bieg przełajowy (10 km) | Tomasz Grycko UKS Bliza Władysławowo      | 33:08    | Emil Dobrowolski LŁKS Prefbet Śniadowo Łomża | 33:21    | Piotr Łobodziński LŁKS Prefbet Śniadowo Łomża | 30:14    |

### Kobiety
| Konkurencja:           | 1. miejsce                              | Rezultat | 2. miejsce                                | Rezultat | 3. miejsce                               | Rezultat |
| Bieg przełajowy (4 km) | Beata Topka ULKS Talex Borzytuchom      | 14:43    | Ewa Jagielska LŁKS Prefbet Śniadowo Łomża | 15:04    | Iwona Wicha LŁKS Prefbet Śniadowo Łomża  | 15:12    |
| Bieg przełajowy (8 km) | Katarzyna Kowalska LKS Vectra Włocławek | 29:40    | Anna Gosk KS Podlasie Białystok           | 29:53    | Paulina Kaczyńska WMLKS Pomorze Stargard | 31:06    |

## Chód na 50 km
Mistrzostwa Polski mężczyzn w chodzie na 50 kilometrów i 2. mistrzostwa kobiet na tym dystansie odbyły się 23 marca w słowackiej miejscowości Dudince w ramach mityngu Dudinská Päťdesiatka.
| Konkurencja: | 1. miejsce                         | Rezultat | 2. miejsce                        | Rezultat | 3. miejsce                              | Rezultat |
| Mężczyźni    | Rafał Augustyn LKS Stal Mielec     | 3:47:04  | Rafał Fedaczyński AZS-UMCS Lublin | 3:50:41  | Jakub Jelonek CKS Budowlani Częstochowa | 3:56:33  |
| Kobiety      | Agnieszka Ellward WKS Flota Gdynia | 4:40:24  | Paulina Buziak LKS Stal Mielec    | 4:41:02  | Antonina Lorek KS AZS-AWF Kraków        | 4:47:54  |

## Bieg 24-godzinny
Mistrzostwa Polski w biegu 24-godzinnym (ultramaratonie) zostały rozegrane 6/7 kwietnia w Supraślu.
| Konkurencja: | 1. miejsce                          | Rezultat  | 2. miejsce                           | Rezultat  | 3. miejsce                            | Rezultat  |
| Mężczyźni    | Andrzej Piotrowski WKS Wawel Kraków | 255 499 m | Przemysław Basa TL Pogoń Ruda Śląska | 251 196 m | Krzysztof Brączyk MGLKS Grom Więcbork | 246 379 m |
| Kobiety      | Aneta Rajda TL Pogoń Ruda Śląska    | 223 000 m | Hanna Nejfeld Wieliszew Heron Team   | 201 776 m | Joanna Lorenc KS Endorfiny Wąsosz     | 198 529 m |

## Maraton
89. mistrzostwa Polski mężczyzn w biegu maratońskim rozegrane zostały 14 kwietnia w Warszawie w ramach siódmej edycji Orlen Warsaw Marathon. 39. mistrzostwa Polski kobiet w biegu maratońskim odbyły się 7 kwietnia w ramach 46. Maratonu Dębno.
| Konkurencja: | 1. miejsce                                | Rezultat | 2. miejsce                           | Rezultat | 3. miejsce                           | Rezultat |
| Mężczyźni    | Marcin Chabowski STS Pomerania Szczecinek | 2:13:10  | Mariusz Giżyński WKS Grunwald Poznań | 2:13:25  | Adam Nowicki MKL Szczecin            | 2:13:28  |
| Kobiety      | Aleksandra Brzezińska MKL Toruń           | 2:34:51  | Monika Andrzejczak MKL Szczecin      | 2:38:27  | Andżelika Dzięgiel-Poślada MKL Toruń | 2:42:15  |

## Bieg na 10 000 m
Mistrzostwa Polski w biegu na 10 000 metrów zostały rozegrane 28 kwietnia w Białogardzie.
| Konkurencja: | 1. miejsce                               | Rezultat | 2. miejsce                           | Rezultat | 3. miejsce                        | Rezultat |
| Mężczyźni    | Krystian Zalewski UKS Barnim Goleniów    | 28:39,95 | Tomasz Grycko UKS Bliza Władysławowo | 28:59,05 | Robert Głowala GKS Wilga Garwolin | 29:10,50 |
| Kobiety      | Paulina Kaczyńska WMLKS Pomorze Stargard | 32:53,65 | Renata Pliś MKL Maraton Świnoujście  | 33:07,35 | Anna Gosk KS Podlasie Białystok   | 33:15,16 |

## Bieg na 100 km
Mistrzostwa Polski w biegu na 100 kilometrów zostały rozegrane od 7 do 9 czerwca w Pabianicach.
| Konkurencja: | 1. miejsce                        | Rezultat | 2. miejsce                           | Rezultat | 3. miejsce                                 | Rezultat |
| Mężczyźni    | Damian Kaczmarek OŚ AZS Poznań    | 7:12:50  | Piotr Stachyra Piast Głogów          | 7:26:24  | Kamil Niedźwiadek Niedźwiadki Running Team | 7:30:32  |
| Kobiety      | Paulina Janik MKL 12 Jelenia Góra | 8:08:58  | Wioletta Paduszyńska Biegam Bo Lubię | 8:36:29  | Joanna Lorenc KB Endorfiny Wąsosz          | 8:53:26  |

## Biegi sztafetowe i wieloboje
Mistrzostwa Polski w biegach sztafetowych i wielobojach zostały rozegrane w Krakowie 8 i 9 czerwca.

### Mężczyźni
| Konkurencja:       | 1. miejsce                                                                   | Rezultat | 2. miejsce                                                                       | Rezultat | 3. miejsce                                                                  | Rezultat |
| Sztafeta 4 × 200 m | AZS UMCS Lublin Cezary Mirosław Andrzej Jaros Michał Jabrzyński Maciej Hołub | 1:26,39  | AZS-AWF Warszawa Dominik Staśkiewicz Krzysztof Kiljan Jan Głębocki Wiktor Suwara | 1:26,81  | KS AZS AWF Kraków Maciej Brzeziński Jakub Janiak Mariusz Jurczyk Łukasz Żak | 1:27,40  |
| Dziesięciobój      | Paweł Wiesiołek Warszawianka                                                 | 8204 pkt | Rafał Horbowicz Warszawianka                                                     | 7549 pkt | Krzysztof Miara AZS-AWF Warszawa                                            | 7267 pkt |

### Kobiety
| Konkurencja:       | 1. miejsce                                                                    | Rezultat | 2. miejsce                                                                         | Rezultat | 3. miejsce                                                                         | Rezultat |
| Sztafeta 4 × 200 m | AZS-AWF Warszawa Paulina Paluch Justyna Paluch Natalia Duchnowska Kinga Rębiś | 1:38,13  | KS AZS AWF Kraków Karolina Cuber Justyna Bryzek Karolina Kozłowska Klaudia Siciarz | 1:39,46  | KS AZS UWM Olsztyn Małgorzata Prusińska Julia Kubicka Natalia Żuk Alicja Potasznik | 1:40,31  |
| Siedmiobój         | Adrianna Sułek CWZS Zawisza Bydgoszcz SL                                      | 6171 pkt | Paulina Ligarska SKLA Sopot                                                        | 5638 pkt | Patrycja Skórzewska KS AZS AWF Wrocław                                             | 5352 pkt |

### Sztafety mieszane
| Konkurencja:       | 1. miejsce                                                                     | Rezultat | 2. miejsce                                                                     | Rezultat | 3. miejsce                                                                        | Rezultat |
| Sztafeta 4 × 400 m | AZS UMCS Lublin Cezary Mirosław Alicja Wrona Wiktoria Drozd Andrzej Jaros      | 3:24,86  | AZS-AWF Warszawa Gabriel Mikołajewski Alicja Sarna Weronika Wyka Wiktor Suwara | 3:28,32  | KS AZS AWF Kraków Justyna Bryzek Szymon Zięba Karolina Cuber Mariusz Jurczyk      | 3:31,23  |
| Sztafeta 4 × 800 m | KS AZS AWF Kraków Grzegorz Kunc Paulina Górak Katarzyna Chryczyk Patryk Marmon | 8:14,28  | AZS-AWF Warszawa Jakub Bałdyka Agata Kołecka Weronika Wyka Daniel Gadomski     | 8:15,42  | KS AZS AWF Kraków II Grzegorz Kostycz Paulina Szostecka Anan Hruby Maciej Bielski | 8:45,40  |

## Bieg na 5 km
8. mistrzostwa Polski mężczyzn w biegu ulicznym na 5 kilometrów zostały rozegrane 15 czerwca w Warszawie. 8. mistrzostwa kobiet na tym dystansie odbyły się 23 czerwca w Cieninie Zabornym.
| Konkurencja: | 1. miejsce                                    | Rezultat | 2. miejsce                        | Rezultat | 3. miejsce                                | Rezultat |
| Mężczyźni    | Szymon Dorożyński KU AZS Politechnika Opolska | 14:26    | Henryk Szost WKS Grunwald Poznań  | 14:28    | Kamil Karbowiak Kotwica Brzeg             | 14:30    |
| Kobiety      | Monika Kaczmarek Łódź                         | 16:44    | Beata Lupa Karkonosz Running Team | 16:52    | Ewa Jagielska LŁKS Prefbet Śniadowo Łomża | 17:05    |

## Chód na 20 km
Zawody o mistrzostwo Polski kobiet i mężczyzn w chodzie na 20 kilometrów odbyły się 22 czerwca w Mielcu.
| Konkurencja: | 1. miejsce                         | Rezultat | 2. miejsce                              | Rezultat | 3. miejsce                       | Rezultat |
| Mężczyźni    | Artur Brzozowski AZS-AWF Katowice  | 1:24:20  | Rafał Fedaczyński AZS-UMCS Lublin       | 1:25:03  | Rafał Augustyn LKS Stal Mielec   | 1:25:16  |
| Kobiety      | Katarzyna Zdziebło LKS Stal Mielec | 1:34:48  | Paulina Buziak-Śmiatacz LKS Stal Mielec | 1:37:22  | Olga Niedziałek WLKS Nowe Iganie | 1:37:54  |

## Bieg na 10 km
10. Mistrzostwa Polski w biegu ulicznym na 10 kilometrów mężczyzn zostały rozegrane 3 sierpnia w Gdańsku w ramach edycji 26. biegu św. Dominika. 8. mistrzostwa kobiet odbyły się 11 listopada w Poznaniu.
| Konkurencja: | 1. miejsce                                | Rezultat | 2. miejsce                           | Rezultat | 3. miejsce                                         | Rezultat |
| Mężczyźni    | Marcin Chabowski STS Pomerania Szczecinek | 29:33    | Tomasz Grycko UKS Bliza Władysławowo | 30:03    | Szymon Kulka WKS Grunwald Poznań                   | 30:09    |
| Kobiety      | Anna Bańkowska KS Podlasie Białystok      | 33:31    | Aleksandra Brzezińska MKL Toruń      | 34:07    | Olga Kalendarowa-Ochal LŁKS Prefbet Śniadowo Łomża | 34:20    |

## Bieg na 5000 m
Mistrzostwa Polski w biegu na 5000 metrów zostały rozegrane 18 sierpnia w Sieradzu.
| Konkurencja: | 1. miejsce                                | Rezultat | 2. miejsce                                      | Rezultat | 3. miejsce                          | Rezultat |
| Mężczyźni    | Krystian Zalewski UKS Barnim Goleniów     | 14:10.73 | Szymon Dorożyński AZS KU Politechniki Opolskiej | 14:14.75 | Dariusz Boratyński AZS AWF Wrocław  | 14:24.68 |
| Kobiety      | Katarzyna Jankowska KS Podlasie Białystok | 15:49.68 | Paulina Kaczyńska WMLKS Pomorze Stargard        | 15:57.74 | Renata Pliś MKL Maraton Świnoujście | 16:07.14 |

## Półmaraton
28. Mistrzostwa Polski w półmaratonie zostały rozegrane 8 września w Pile.
| Konkurencja: | 1. miejsce                             | Rezultat | 2. miejsce                           | Rezultat | 3. miejsce                                         | Rezultat |
| Mężczyźni    | Artur Kozłowski ULKS MOSiR Sieradz     | 1:03:56  | Tomasz Grycko UKS Bliza Władysławowo | 1:04:05  | Szymon Kulka WKS Grunwald Poznań                   | 1:04:31  |
| Kobiety      | Aleksandra Lisowska KS AZS UWM Olsztyn | 1:12:45  | Monika Andrzejczak MKL Szczecin      | 1:13:30  | Olga Kalendarowa-Ochal ULKS Prefbet Śniadowo Łomża | 1:14:00  |